# Pachycereus
Pachycereus (A. Berger) Britton & Rose – rodzaj sukulentów z rodziny kaktusowatych. Przedstawiciele występują w Meksyku i południowej Arizonie w USA.

## Morfologia
Pokrój kolumnowy, krzewiasty lub drzewiasty. Łodyga wyprostowana, rozgałęziona, ciemnozielona, szarozielona lub zielona do niebiesko-zielonej. Długości 3–4,5(7) m i średnicę (5)12–16 cm, przy czym P. weberi osiąga do 1 m średnicy. Kwiaty otwierają się w nocy.

## Systematyka
W 1905 r. Alwin Berger opisał Pachycereus jako podrodzaj rodzaju Cereus (Cereus subg. Pachycereus). W 1909 r. Nathaniel Lord Britton i Joseph Nelson Rose podnieśli podrodzaj do rangi rodzaju.
Synonimy
Backebergia Bravo, Lemaireocereus Britton & Rose, Lophocereus (A. Berger) Britton & Rose, Marginatocereus (Backeb.) Backeb., Mitrocereus (Backeb.) Backeb.
Pozycja systematyczna według APweb (aktualizowany system APG III z 2009)
Należy do rodziny kaktusowatych (Cactaceae) Juss., która jest jednym z kladów w obrębie rzędu goździkowców (Caryophyllales) i klasy roślin okrytonasiennych. W obrębie kaktusowatych należy do plemienia Pachycereeae, podrodziny Cactoideae.
Pozycja w systemie Reveala (1993-1999)
Gromada okrytonasienne (Magnoliophyta Cronquist), podgromada Magnoliophytina Frohne & U. Jensen ex Reveal, klasa Rosopsida Batsch, podklasa goździkowe (Caryophyllidae Takht.), nadrząd Caryophyllanae Takht., rząd goździkowce (Caryophyllales Perleb), podrząd Cactineae Bessey in C.K. Adams, rodzina kaktusowate (Cactaceae Juss.), rodzaj Pachycereus (A. Berger) Britton & Rose.
Gatunki
- Pachycereus grandis Rose
- Pachycereus pecten-aboriginum (Engelm. ex S.Watson) Britton & Rose
- Pachycereus pringlei (S.Watson) Britton & Rose
- Pachycereus tepamo Gama & S.Arias
- Pachycereus weberi (J.M.Coult) Backeb.